# サスカチュワン州

サスカチュワン州
Saskatchewan

| サスカチュワン州の旗 | サスカチュワン州の州章 |
| -------------------- | ---------------------- |
| （州旗）             | （州章）               |

モットー: ラテン語："Multis E Gentibus Vires"
（英: From many peoples, strength）

| 基本データ                                 | |
| 州花                                       | オニユリ |
| 州木                                       | シラカンバ |
| 州鳥                                       | ホソオライチョウ |
| 州都                                       | レジャイナ |
| 最大の都市                                 | サスカトゥーン |
| 州の公用語                                 | 英語 |
| 面積 - 総計 - 陸地 - 水域（割合） 最高標高 | （国内第7位） 651,900 km² 591,670 km² 59,366 km² (9.1%) 1,468 m                                                                                 |
| 人口（2021年） - 総計 - 人口密度           | （国内第7位） 1,132,505[1] 人 1.7 人/km² |
| GDP（2016年） - 州合計 - 1人当たり         | （国内第6位） 794億1500万[2]カナダドル 7万138カナダドル                                                                                         |
| 連邦政府加入 - 順番 - 加入年月日           | 8番目 1905年9月1日 |
| 時間帯                                     | 【ほぼ全域】 中部標準時（CST、UTC-6） 夏時間は採用していない。 【ロイドミンスター市のみ】 山岳部標準時（MST、UTC-7） 山岳部夏時間（MDT、UTC-6） |
| 郵便コード 郵便番号 ISO 3166-2:CA          | SK S CA-SK |
| 公式サイト                                 | www.saskatchewan.ca |
| 行政                                       | |
| 副総督                                     | ラッセル・ミラスティ（英語版） |
| 州首相                                     | スコット・モー（英語版）（サスカチュワン党） |
| カナダ議会 -下院議席数 -上院議席数         | 14 6 |

サスカチュワン州（サスカチュワンしゅう、英: Saskatchewan 英語発音: [səˈskætʃəwən / -əˌwɑːn]  聞く）は、カナダの中西部に位置する州の1つ。サスカッチュワンとも表記される。北米大陸中央部の「プレーリー」に位置し、西はアルバータ州、東はマニトバ州、北はノースウェスト準州と接し、南は国境を隔ててアメリカのモンタナ州、ノースダコタ州と接する。州都はレジャイナ、州最大の都市はサスカトゥーンである。
サスカチュワンの語源は、サスカチュワン川の名前から来ているが、クリー語の「ᑭᓯᐢᑳᒋᐘᓂ ᓯᐱᐩ」の音から。意味は「速く流れる川」。
| 母語話者（サスカチュワン州） 2016年 | 母語話者（サスカチュワン州） 2016年 | 母語話者（サスカチュワン州） 2016年 | 母語話者（サスカチュワン州） 2016年 | 母語話者（サスカチュワン州） 2016年 |
| ----------------------------------- | ----------------------------------- | ----------------------------------- | ----------------------------------- | ----------------------------------- |
|                                     |                                     |                                     |                                     |                                     |
| 英語                                | 英語                                |                                     | 82.4%                               | 82.4%                               |
| フランス語                          | フランス語                          |                                     | 1.4%                                | 1.4%                                |
| その他の言語                        | その他の言語                        |                                     | 14.5%                               | 14.5%                               |
| バイリンガル                        | バイリンガル                        |                                     | 1.7%                                | 1.7%                                |

| 人種構成（サスカチュワン州） 2016年 | 人種構成（サスカチュワン州） 2016年 | 人種構成（サスカチュワン州） 2016年 | 人種構成（サスカチュワン州） 2016年 | 人種構成（サスカチュワン州） 2016年 |
| ----------------------------------- | ----------------------------------- | ----------------------------------- | ----------------------------------- | ----------------------------------- |
|                                     |                                     |                                     |                                     |                                     |
| 白人                                | 白人                                |                                     | 72.8%                               | 72.8%                               |
| 非白人系移民                        | 非白人系移民                        |                                     | 10.8%                               | 10.8%                               |
| 先住民                              | 先住民                              |                                     | 16.3%                               | 16.3%                               |

## 歴史
もともと現在のサスカチュワン州には、アサバスカ語族やアルゴンキン語族の言語を話す先住民族が住んでいた。
17世紀末になると欧州から白人が到来し、18世紀にはハドソン湾会社が入植を開始した。
1870年代にはカナダ・パシフィック鉄道（CPR）が開通し、カナダの連邦政府が入植希望者に土地を無償で提供した。その過程で、カナダ政府によって先住民族が居留地に武力で追いやられた。これに対して1885年、メティの部族が抵抗し、反旗を翻して戦った（北西部の反乱）。
その後、サスカチュワン州は順調に発展し、白人入植者も増えた。

## 地理

### 国立及び州立公園
- プリンス・アルバート国立公園

### 河川
アルバータ州から流れてきたノースサスカチュワン川とサウスサスカチュワン川がプリンス・アルバートの東約40kmで合流し、サスカチュワン川となりマニトバ州へと流れる。

### 塩水湖
海水の3倍の塩分量を含むと言われる塩水湖、リトル・マニトゥー湖がサスカトゥーンから車で1時間ほどの所にある。温水プールやエステなどの施設が整っていて、リゾートホテルもある。

## 主要な都市
サスカチュワン州の地方行政区を参照のこと。
州内の人口ランキング10都市。
|     | 都市名 （原語表記）                       | 2006年  | 2001年  | 1996年  |
| --- | ----------------------------------------- | ------- | ------- | ------- |
| 1.  | サスカトゥーン （Saskatoon）              | 202,340 | 196,811 | 193,653 |
| 2.  | レジャイナ （Regina）                     | 179,246 | 178,225 | 180,404 |
| 3.  | プリンス・アルバート （Prince Albert）    | 34,138  | 34,291  | 34,777  |
| 4.  | ムースジョー （Moose Jaw）                | 32,132  | 32,131  | 32,973  |
| 5.  | ヨークトン （Yorkton）                    | 15,038  | 15,107  | 15,154  |
| 6.  | スウィフトカレント （Swift Current）      | 14,946  | 14,821  | 14,890  |
| 7.  | ノースバトルフォード （North Battleford） | 13,190  | 13,692  | 14,051  |
| 8.  | エステバン （Estevan）                    | 10,984  | 10,242  | 10,752  |
| 9.  | ウェイバーン （Weyburn）                  | 9,433   | 9,534   | 9,723   |
| 10. | コーマンパーク （Corman Park）            | 8,349   | 8,093   | 7,142   |

## 経済

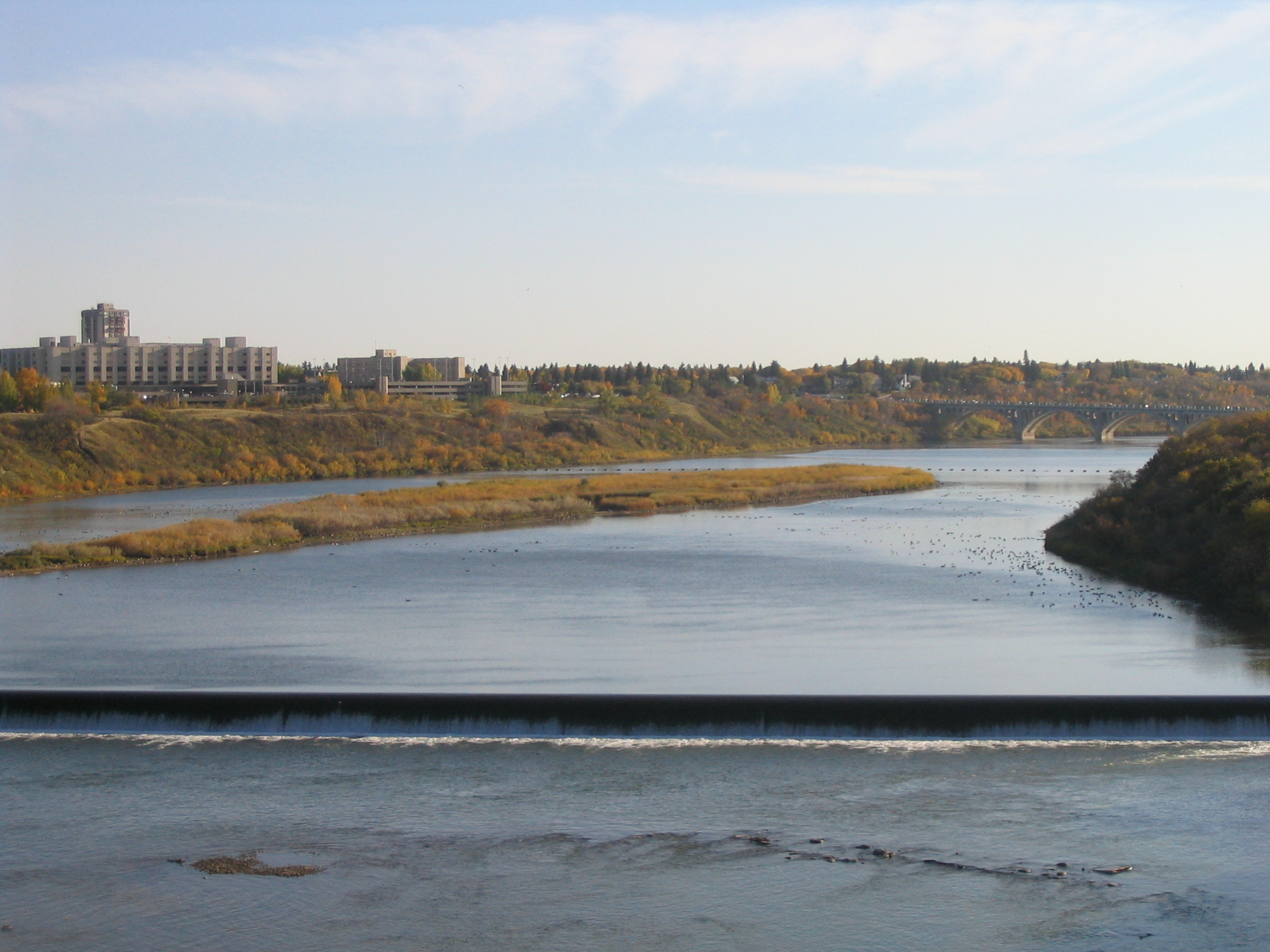
サウス・サスカチュワン川

### 農業
州の経済は主に農業にて支えられている。かつては寒すぎて農業はできないと絶望視された時代があったが技術を高める努力が実を結び農業地帯となった。2010年代においては、日本向けにビール原料の大麦を出荷している。

### ウラン鉱山
ウランを始めとした鉱物の生産地としても有名である。
- シガーレイク鉱山（英語版）
- マッカーサー・リバー鉱山（英語版）
- マクリーンレイク鉱山（英語版）
- ラビットレイク鉱山（英語版）

### カリウム鉱山
ポタッシュ社が経営する、世界最大の塩化カリウム（肥料用のカリ岩塩）鉱山が存在する。

## 教育

### 大学
- サスカチュワン大学
- レジャイナ大学

### コミュニティー・カレッジ
- サスカチュワン応用科学技術学院[注釈 1]・ケルシー校（SIAST、）

### スポーツチーム
- カナディアンフットボールリーグ - サスカチュワン・ラフライダーズ

## 交通

### 鉄道
- カナダ・パシフィック鉄道
- カナディアン・ナショナル鉄道
- VIA鉄道

### 州内の空港
- サスカトゥーン国際空港
- レジャイナ国際空港（英語版）